# Кошачий корм

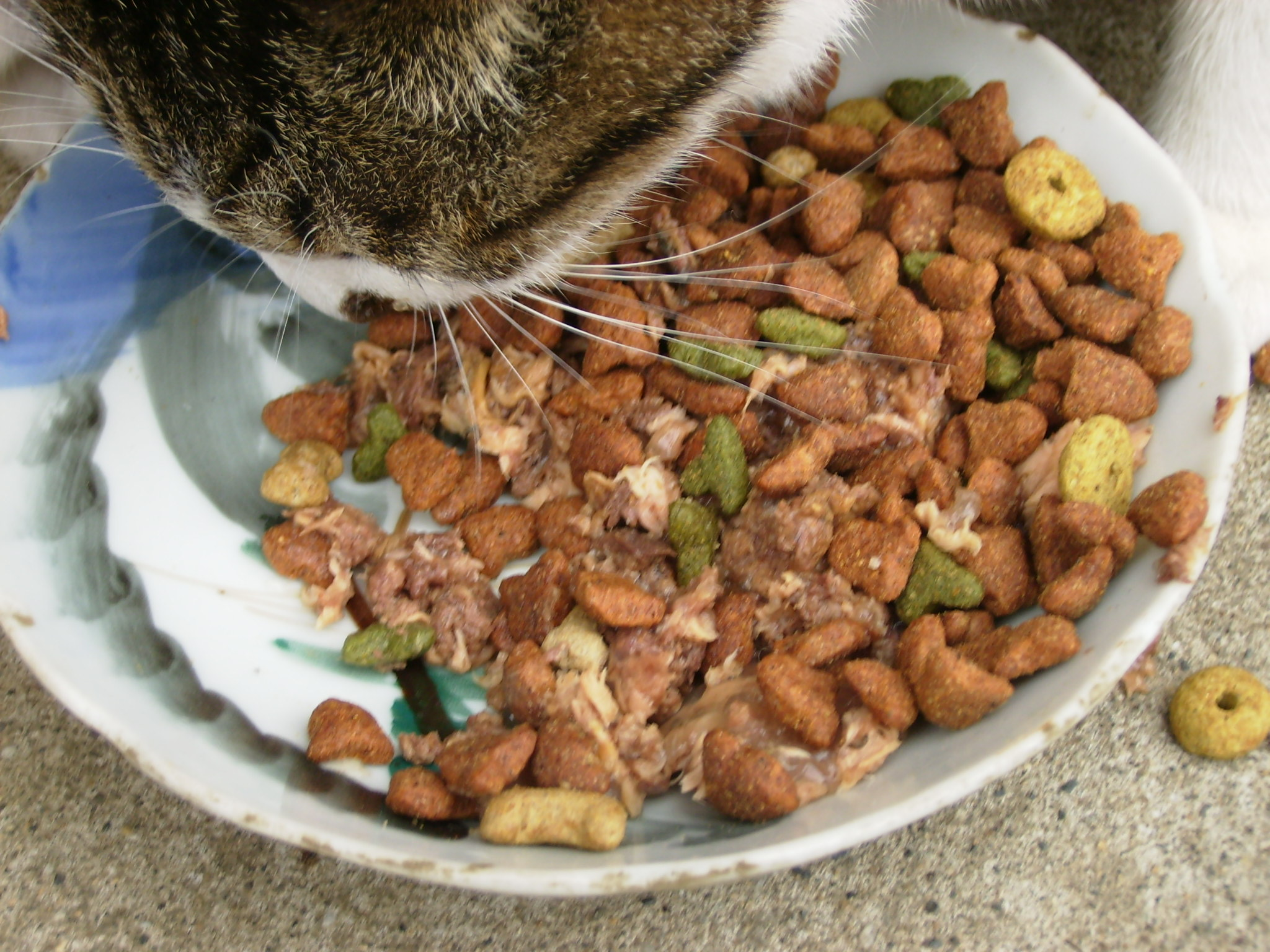
Кошка ест смесь сухого и консервированного корма

Кошачий корм — корм, предназначенный для потребления домашними кошками. К такому корму предъявляются определённые требования как относительно его питательной ценности, так и ингредиентов, входящих в его состав.

## Потребность
Кошки являются обязательными или настоящими плотоядными животными, а это означает, что им нужен источник животного белка, чтобы выжить. В дикой природе кошки питаются плотью животных, на которых они охотятся. Их добыча в природе состоит из сырого мяса, костей и органов, а также небольшого количества растительных веществ, содержащихся в кишечнике их добычи. Для закрытия природных потребностей животного необходимо наличие всех вышеперечисленных компонентов в определённом процентном соотношении.
Правильное питание домашних животных влияет на здоровье и долголетие. Главным условием является сбалансированность в плане питательных веществ и калорийности.
Количество требуемой пищи будет зависеть от размера, возраста и уровня активности животного, но основное — это соблюдение баланса в кормлении — не перекармливать или недокармливать.
Взрослые кошки, как правило, предпочитают есть в несколько небольших приёмов пищи в течение дня или ночи. В таком режиме они охотятся, если живут в дикой природе. В идеале кошке следует принимать пищу 4-5 раз в день, потому что частые приёмы пищи меньшими порциями связаны с лучшим здоровьем мочевыводящих путей и соответствуют их естественному режиму питания. Предоставление кошкам возможности прилагать усилия в поиске пищи, изменяя места кормления, делает время кормления более длительным и интересным. Это помогает повысить активность и предотвратить ожирение.

## Сухой корм

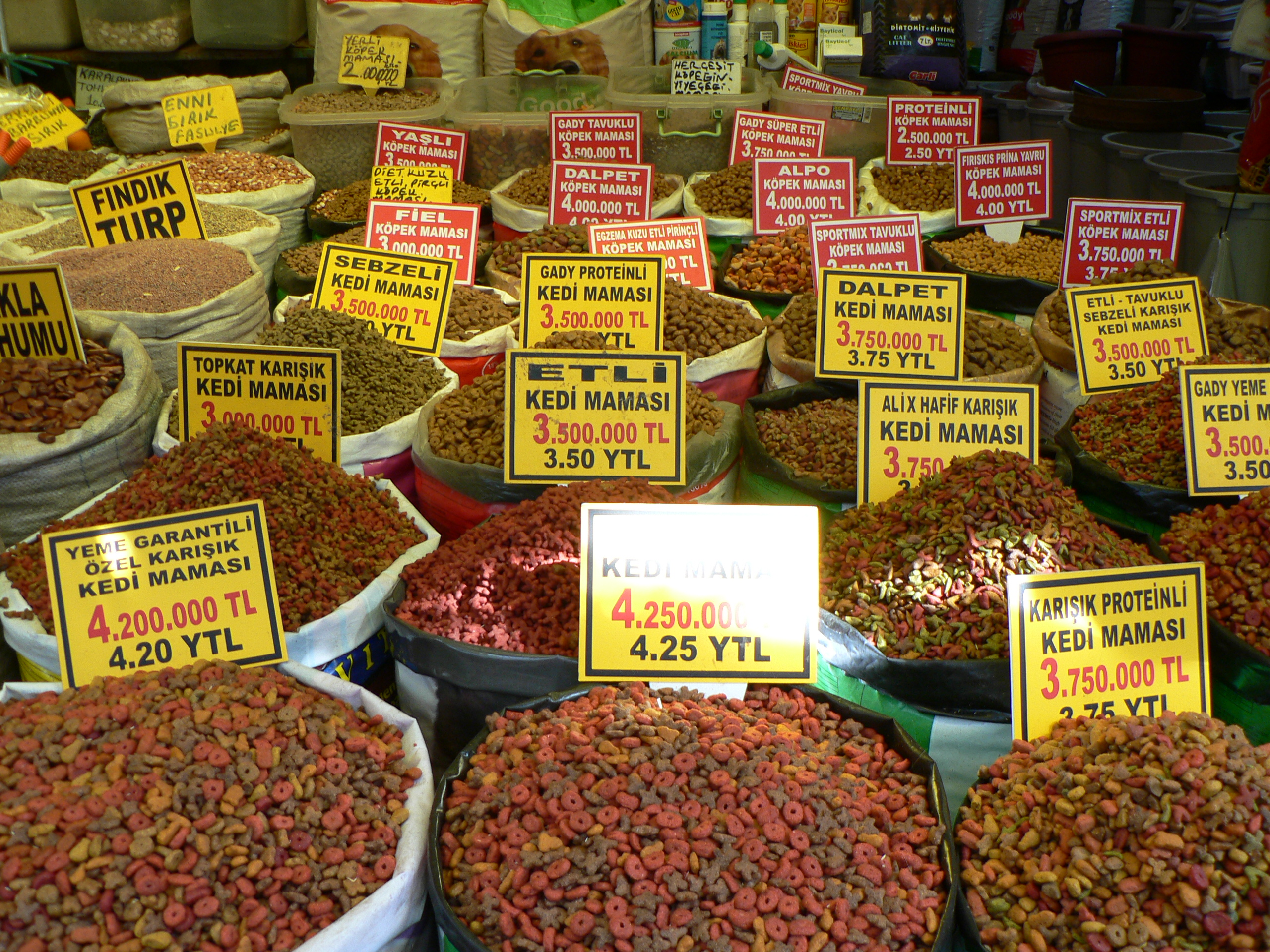
Кошачий корм на базаре в Стамбуле

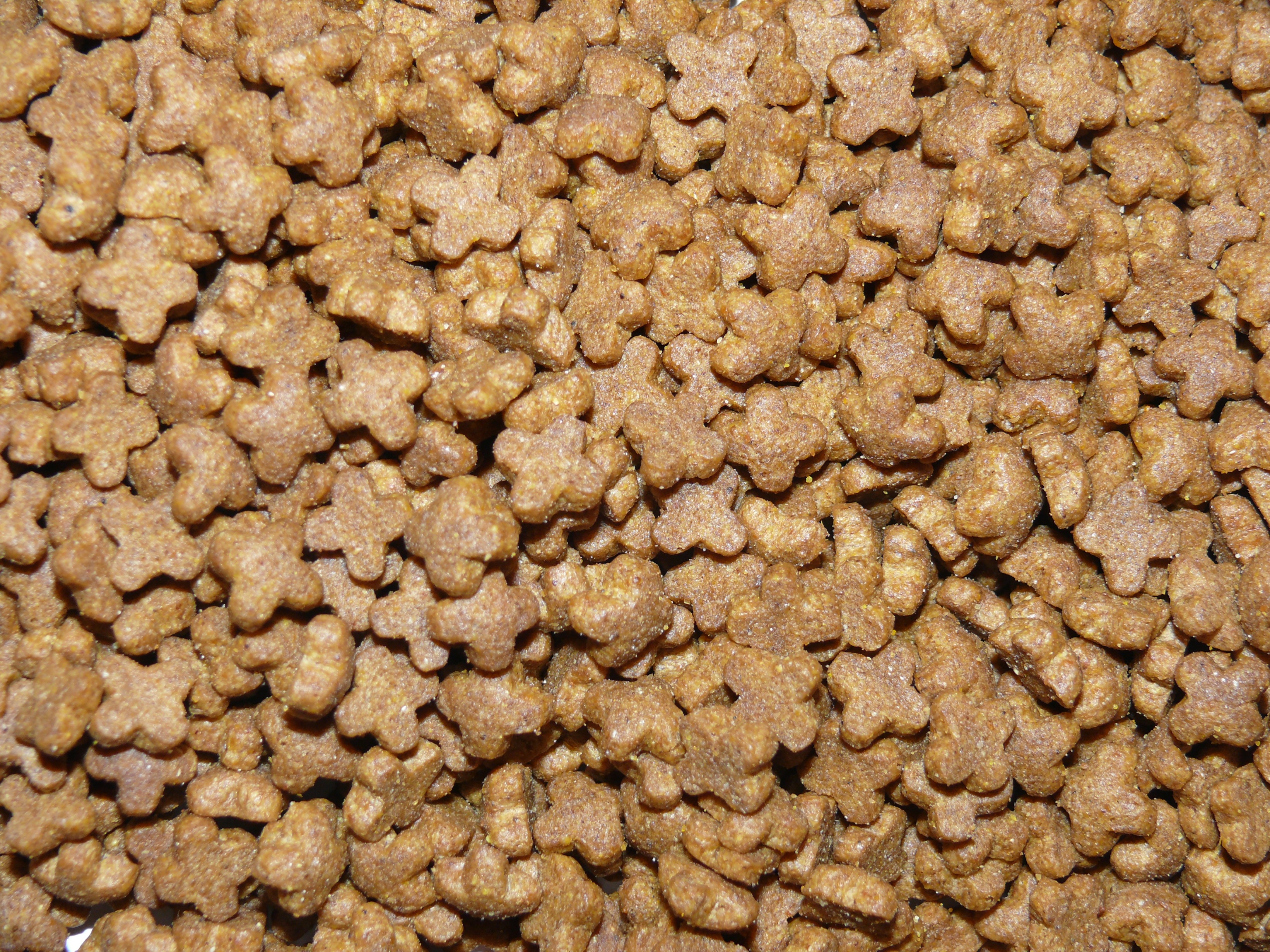
Сухой корм экономкласса

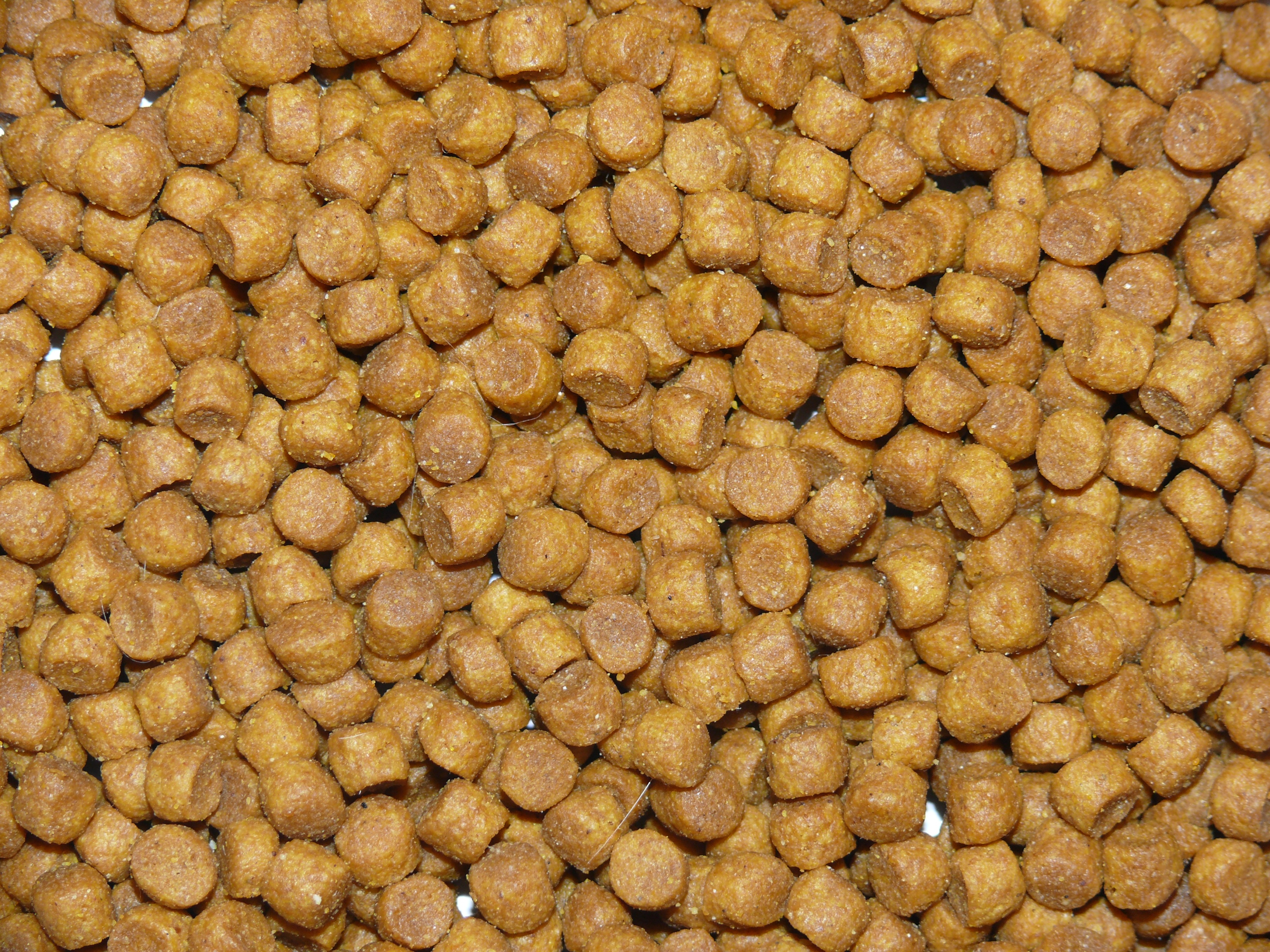
Сухой корм «супер премиум» класса

Сухой корм производится в основном путём экструзии, под высоким давлением и температурой. В корм могут быть добавлены дополнительные ингредиенты, например, на корм может быть распылён жир для повышения вкусовых качеств.
Владельцы животных могут отдать предпочтение тому или иному корму в зависимости от цены и удобства использования. Сухой кошачий корм в большинстве значительно дешевле своих консервированных или натуральных аналогов, но главное его преимущество заключается в том, что он не портится и сохраняет свой вкус в течение нескольких дней, находясь в миске. Консервированный корм или натуральная пища станет непригодным к употреблению в течение нескольких часов.
Мнение о том, что сухой корм помогает предотвратить отложения зубного камня (так как животное разгрызает гранулы корма зубами), в последнее время было поставлено под сомнение.
Сравнительные исследования, проводимые японскими исследователями, показали, что корма на основе мясной продукции превосходят другие корма на основе клейковины зерна в плане усвояемости и пищевой ценности для кошек.
Те же самые исследования показали, что кошки, питающиеся сухими кормами, выделяли щелочную мочу. PH фактор мочи существенно влияет на формирование кристаллов струвита в кошачьей мочеиспускательной системе, поэтому большинство производителей сухих кормов, обращая внимание на этот факт, добавляют компоненты, окисляющие мочу, в корм. Это может привести к формированию камней оксалата кальция. Таким образом, решающим фактором в предотвращении мочекаменной болезни у кошек является pH фактор потребляемой пищи (а не мочи).
Из-за случаев заражения коровьим бешенством через инфицированное мясо и костную кормовую муку, использование мясной продукции в кормах было запрещено в некоторых странах (например, Германия и Франция), но всё ещё разрешено в других (например, Россия).
Основу рациона домашних кошек должен составлять высококачественный сбалансированный коммерческий корм для кошек премиум-класса, соответствующий её жизненному этапу и состоянию здоровья.
При кормлении сухими кормами обязательным условием является наличие в доступности чистой свежей питьевой воды.

## Консервированный корм
Консервированный или же влажный корм чаще всего продаётся герметично упакованным в консервную банку или алюминиевую упаковку (пауч, ламистер, тетрапак) размером в 85, 155 или 368 грамм. Некоторые владельцы и ветеринары рекомендуют питание, состоящее полностью или в значительной степени из консервированного корма или натуральной пищи, указывая на более высокое содержание влаги в такой пище. Это приводит к увеличению потребляемого количества влаги (по сравнению с сухим кормом), что полезно для здоровья. Консервированный корм также содержит значительно меньше зерновых и других побочных составляющих, содержащих углеводы. Зачастую, консервированный корм произведён с наличием в составе рыбных ингредиентов.
Консервированный корм в банках может послужить причиной развития гипертиреоза у кошек из-за наличия бисфенола А, который используется в покрытии для банок, и может просочиться в корм. Некоторые консервированные корма могут содержать соевые составляющие.
Регулярно добавляйте в рацион влажные корма, так как это помогает обеспечить достаточное потребление воды и может помочь поддерживать здоровье мочевыводящих путей.

## Вегетарианский корм
Вегетарианский корм доступен в продаже уже много лет и предназначается для кошек, владельцы которых являются вегетарианцами. Большинство ветеринаров не рекомендуют кормить кошек только вегетарианским кормом, поскольку кошки — плотоядные животные и им необходимы питательные вещества, содержащиеся только в мясной продукции (например, таурин, арахидоновая кислота, витамин A, витамин B12 и ниацин), эти вещества не могут быть получены в достаточном количестве из растительной пищи, но могут быть синтезированы .

## Питательность и назначение
В США кошачьи корма, отмеченные как «полные и сбалансированные», должны соответствовать стандартам, установленным AAFCO, или пройти тест на соответствие питательным качествам. Стандарты для теста на соответствие были установлены в 1992 году и обновлены в 1995 году комиссией экспертов по кошачьим кормам, относящийся к AAFCO.
Обновлённый список требований заменил предыдущий список рекомендаций, установленных Национальным исследовательским советом, который в свою очередь является рабочим крылом национальной Академии наук США.
На упаковке корма, состав и ингредиенты которых соответствуют установленным требованиям питательной ценности, должно быть написано следующее: «(Название продукта) составлен таким образом, чтобы соответствовать уровню питательной ценности, установленному AAFCO по отношению к питательной ценности кошачьих кормов».
На упаковке кошачьего корма, обозначенного как «полный и сбалансированный» согласно тесту на соответствие питательным качествам, будет написано следующее утверждение «тест на кормление животных согласно процедурам AAFCO показал, что (название продукта) обеспечивает полное и сбалансированное питание». Согласно требованиям, корм должен пройти испытание в течение 26 недель, и в результате эксперимента у 6 из 8 кошек не должно быть каких-либо проявлений клинического или патологического признака дефицита или избытка питательных веществ. Состояние здоровья кошек оценивается ветеринаром до и после теста. Четыре показателя в анализе крови: гемоглобин, гематокритная величина, сыворотка, щелочная фосфатаза и уровень альбумина в сыворотке проверены после теста, и средние показатели анализа должны соответствовать минимальному уровню. Животному не позволяется потерять больше чем 15 % от его начального веса.
Свод требований к питательности кошачьего корма можно разделить на два подвида — один для «роста и воспроизводства», а другой для «содержания зрелых». Описание продукта должно включать в себя информацию о том, для какой возрастной категории данный корм является подходящим. Корм, обозначенный как «подходящий для всех возрастных категорий», должен соответствовать более строгим требованиям по пищевой ценности, чем корм, обозначенный как корм для «роста и воспроизводства». Корм, обозначенный как «предназначен для случайного или дополнительного кормления», не соответствует ни одному из свода требований. Из-за опасений, связанных с перееданием, были установлены ограничения максимального количества потребляемых питательных веществ.
Витамины — это органические соединения, которые принимают участие в большом количестве метаболических реакций. Дефицит витаминов может привести к широкому диапазону клинических отклонений, что в свою очередь отражает разнообразие и важность роли витаминов в метаболизме. Известно двенадцать минеральных веществ, являющихся необходимыми питательными веществами для кошек. Кальций и фосфор играют критическую роль для сильных костей и зубов. Для нормальной передачи импульсов в нервной системе, работы мускулатуры и передачи сигналов на клеточном уровне необходимы такие микроэлементы как магний, калий и натрий. Многие микроэлементы, такие как селен, медь и молибден, содержатся в организме в мизерных количествах и необходимы для широкого диапазона ферментативных реакций. Таблица, приведённая ниже, — требования AAFCO к кошачьим кормам по содержанию питательных веществ, наряду с ролями витаминов и микроэлементов согласно Национальному исследовательскому совету.

## Натуральный корм
Сыроедение идеально подходит для кошки, поскольку удовлетворяет всем требованиям организма животного, помимо того, что оно является биологически приемлемым, легко усваиваемым и минимально обработанным. Корма, состоящие из сухих гранул, содержат очень мало влаги, часто содержат большое количество варёного мяса и большое количество злаков или других крахмалов, для придания прочности гранулам и увеличения прибыли. Такой состав кормов является одной из основных причин многих распространённых сегодня болезней домашних кошек:
- Ожирение
- Диабет
- Болезнь почек
- Инфекция мочеиспускательного канала
- Образование мочевых кристаллов и закупорка
- Стоматологические заболевания[6]

Коммерческие корма рассчитаны с учётом усреднённых показателей в потребностях к питанию у животных. Основным достоинством натурального кормления домашних кошек является возможность подбора ингредиентов и компонентов питания в полной мере соответствующих потребностям конкретного животного. Натуральное кормление даёт возможность в полностью закрыть потребности кошки в минеральных веществах и витаминах при этом учитывая вкусовые предпочтения. В натуральном меню полностью нивелирован вопрос химических добавок, в отличие от некачественных коммерческих кормов.

### Мясо
Кошки должны получать белок из мяса для укрепления сердечной мышцы, хорошего зрения и здоровой репродуктивной системы. Приготовленная говядина, курица, индейка и небольшое количество нежирных мясных деликатесов. От сырого или испорченного мяса кошка может заболеть.

### Цельнозерновые
Овёс содержит много белка и он прост в приготовлении. Многие кошки любят кукурузу. Также подходит крупная кукурузная мука, коричневый рис, ячмень и пшеница. Кошки, как правило, любят более мелкие зёрна, такие как просо и кускус. Все злаковые обязательны к приготовлению.

### Рыба
В рыбе много омега-3 жирных кислот, которые способствуют остроте зрения кошачьих, а также помогают при артрите, заболеваниях почек и сердечно-сосудистых заболеваниях. Консервированная или варёная рыба подходит. Сырая рыба — потенциальный источник передачи паразитов.
Насекомые.
Кошки охотно ловят и поедают крупных насекомых — сверчков, кузнечиков, саранчовых. Находясь с кошкой на природе, можно ловить и давать ей этих насекомых.

### Яйца
Яйца являются хорошим источником белка для кошки. Яйца также обязательны к приготовлению так как могут являться источником инфекций и заражения паразитами.

### Овощи
Не все кошки любят овощи и ещё меньше любят фрукты (кошачьи не чувствуют сладкого вкуса). Но они являются богатым источником витаминов, а также богаты клетчаткой и водой, которые помогают пищеварению. Свежий огурец, дыня, приготовленная на пару брокколи или спаржа — хорошо подходят для рациона кошачьих. Главное, исключить лук и чеснок.

### Сыр
Сыр — это закуска с высоким содержанием белка, которая хороша в небольших количествах. Однако белок в сыре менее «полный», чем в мясе, рыбе и яйцах. Перед включением сыра в рацион кошки необходимо убедиться в переносимости ею лактозы.

### Рекомендации по кормлению натуральной пищей
- наличие чистой питьевой воды;
- остатки корма необходимо убирать в течение 30 минут, после приёма пищи;
- мясо и рыбные продукты обязательны к термической обработке или вымораживанию (предотвращает заражения паразитами);
- не рекомендуется использование натурального коровьего молока (лактоза плохо усваивается организмом взрослой кошки);
- к обязательному потреблению в рационе сырые овощи (клетчатка улучшает пищеварение)[2]

## Таблица питательных веществ и витаминов
| вещество                       | единицы | рост и воспроизводство минимальное значение | содержания зрелых минимальное значение | максимальное значение | функция | признаки дефицита/избытка |
| ------------------------------ | ------- | ------------------------------------------- | -------------------------------------- | --------------------- | --- | --- |
| белки                          | %       | 30,0                                        | 26,0                                   | 36,0                  | | |
| аргинин                        | %       | 1,25                                        | 1,04                                   |                       | | |
| гистидин                       | %       | 0,31                                        | 0,31                                   |                       | | |
| изолейцин                      | %       | 0,52                                        | 0,52                                   |                       | | |
| лейцин                         | %       | 1,25                                        | 1,25                                   |                       | | |
| лизин                          | %       | 1,20                                        | 0,83                                   |                       | | |
| метионин + цистин              | %       | 1,10                                        | 1,10                                   |                       | | |
| метионин                       | %       | 0,62                                        | 0,62                                   | 1,50                  | | |
| фенилаланин + тирозин          | %       | 0,88                                        | 0,88                                   |                       | | |
| фенилаланин                    | %       | 0,42                                        | 0,42                                   |                       | | |
| треонин                        | %       | 0,73                                        | 0,73                                   |                       | | |
| триптофан                      | %       | 0,25                                        | 0,16                                   |                       | | |
| валин                          | %       | 0,62                                        | 0,62                                   |                       | | |
| жиры                           | %       | 9,0                                         | 9,0                                    | 20,0                  | | |
| линолевая кислота              | %       | 0,5                                         | 0,5                                    |                       | | |
| арахидоновая кислота           | %       | 0,02                                        | 0,02                                   |                       | | |
| минералы                       |         |                                             |                                        |                       | | |
| кальций                        | %       | 1,0                                         | 0,6                                    | 2,5                   | - построение зубов и костей - свёртывание крови - передача импульсов в нервной системе - сокращение мышц - передача сигналов на клеточном уровне                                  | - дефицит - вторичный гиперпаратиреоз - потеря минералов содержащихся в костях, которое может привести к разрушению и искривлению позвоночника и тазовых костей - боль в костях, которая может прогрессировать и привести к патологическим переломам - избыток - пониженное количество съедаемой пищи - пониженный рост - повышенная плотность минералов в кости - повышенная потребность в магнии |
| фосфор                         | %       | 0,8                                         | 0,5                                    | 1,6                   | - построение скелета - построение ДНК и РНК - метаболизм - подвижность - кислотно-щелочной баланс                                                                                 | - дефицит - гемолитическая анемия - нарушение моторных функций - метаболический ацидоз |
| калий                          | %       | 0,6                                         | 0,6                                    |                       | - кислотно-щелочной баланс - передача пульсов в нервной системе - ферментативные реакции - транспортные функции                                                                   | - дефицит - анорексия - отсталость в росте - неврологические заболевания, атаксия и мускульная слабость |
| натрий                         | %       | 0,2                                         | 0,2                                    |                       | - кислотно-щелочной баланс - регулирование осмотического давления - создание и передача импульсов в нервной системе                                                               | - дефицит - анорексия - нарушения роста - повышенная жажда и потребление воды - повышенное мочеиспускание |
| хлор / хлорид                  | %       | 0,3                                         | 0,3                                    |                       | - кислотно-щелочной баланс - нарушение осмотического давления (внеклеточных жидкостей)                                                                                            | - дефицит - повышенная концентрация натрия в жидкостях в почках - избыточное выделение калия |
| магний                         | %       | 0,08                                        | 0,04                                   | 0,1                   | - функционирование энзимов - устойчивость мембран мышечных и нервных клеток - функционирование и выделение гормонов - минеральное построение зубов и костей                       | - дефицит - плохой рост - растяжение кистевого суставов - мускульные судороги - конвульсии - избыток - образование камней в мочеиспускательной системе, в результате повышенного pH фактора |
| железо                         | мг/кг   | 80,0                                        | 80,0                                   |                       | - синтез гемоглобина и миоглобина - энергетический обмен веществ | - дефицит - плохой рост - деградация слизистых оболочек - усталость - слабость - понос - избыток - рвота и понос |
| медь (экструзированный корм)   | мг/кг   | 15,0                                        | 5,0                                    |                       | - рост соединительной ткани - метаболизм железа - выработка клеток крови - выработка пигмента меланин - выработка миелина - защита от ущерба наносимого окислением                | - дефицит - пониженный набор веса - требуется более длительное время чтобы забеременеть |
| медь (консервированный корм)   | мг/кг   | 5,0                                         | 5,0                                    |                       | - рост соединительной ткани - метаболизм железа - выработка клеток крови - выработка пигмента меланин - выработка миелина - защита от ущерба наносимого окислением                | - дефицит - пониженный набор веса - требуется более длительное время чтобы забеременеть |
| магний                         | мг/кг   | 7,5                                         | 7,5                                    |                       | - функционирование энзимов - рост и развитие костей - неврологические функции | - дефицит влияние неизвестно |
| цинк                           | мг/кг   | 75,0                                        | 75,0                                   | 2000,0                | - реакции энзимов - деление клеток - метаболизм белков и углеводов - функционирование кожного покрова - заживление ран                                                            | - дефицит - кожные повреждения - задержка в росте - повреждение яичек |
| йод                            | мг/кг   | 0,35                                        | 0,35                                   |                       | - синтез гормона тироид - дифференцировка клеток - рост и развитие котят - регулирование уровня обмена веществ                                                                    | - дефицит - увеличение тироидных желёз - избыток - избыточное слезоотделение, слюновыделение, выделение из носа - перхоть |
| селен                          | мг/кг   | 0,1                                         | 0,1                                    |                       | - защита от повреждений наносимых окислением - иммунозащита | - дефицит влияние неизвестно |
| витамины                       |         |                                             |                                        |                       | | |
| витамин A                      | МЕ/кг   | 9000,0                                      | 5000,0                                 | 750000,0              | - зрение - рост - иммунозащита - развитие плода - дифференцировка клеток - межмембранная передача белка                                                                           | - дефицит - конъюнктивит - катаракта, ретинальная дегенерация и другие глазные заболевания - потеря веса - слабость в мышцах - репродуктивные нарушения и нарушения роста - избыток - повреждения скелета у котят, частично избыточный рост цервикального позвоночника - остеопороз |
| витамин D                      | МЕ/кг   | 750,0                                       | 500,0                                  | 10000,0               | - сохранение минерального баланса - построение скелета - мышечное сокращение - свёртывание крови - проводимость нервов - передача сигналов на клеточном уровне - баланс фосфора   | - дефицит - рахит - нарушение роста скелета - прогрессирующий паралич - атаксия - болезненный вид - потеря веса - понижение потребления жидкости - избыток - анорексия - рвота - усталость - кальцификация мягких тканей |
| витамин E                      | МЕ/кг   | 30,0                                        | 30,0                                   |                       | - защита от повреждений наносимых окислением | - дефицит - анорексия - депрессия - болезненная чувствительность желудка - патологии в жировых тканях |
| витамин K                      | мг/кг   | 0,1                                         | 0,1                                    |                       | - активизация свёртывания, белков в костях и других белков | - дефицит - недостаточная свёртываемость крови - кровотечения |
| витамин B1 / тиамин            | мг/кг   | 5,0                                         | 5,0                                    |                       | - энергетический и углеводный метаболизм - активизация ионных каналов в нервных тканях                                                                                            | - дефицит - Неврологические ухудшения, включая рефлекторные нарушения и конвульсивные сокращения - нарушение сердцебиения - патологические нарушения центральной нервной системы - нарушения в способности обучаться |
| рибофлавин                     | мг/кг   | 4,0                                         | 4,0                                    |                       | - функционирование энзимов | - дефицит - катаракта - ожирение печени - атрофия яичек |
| пантотеновая кислота           | мг/кг   | 5,0                                         | 5,0                                    |                       | - энергетический метаболизм | - дефицит - остановка роста - жировые отложения в печени - небольшие повреждения кишечника |
| ниацин                         | мг/кг   | 60,0                                        | 60,0                                   |                       | - функционирование энзимов | - дефицит - анорексия - потеря веса - повышенная температура тела - покраснения, выделения и язвы на языке |
| витамин B6 / пиридоксин        | мг/кг   | 4,0                                         | 4,0                                    |                       | - выработка глюкозы - функционирование красных кровяных телец - синтез ниацина - функционирование нервной системы - иммунозащита - гормональное регулирование - генная активность | - дефицит - остановка роста - конвульсивные сокращения - повреждения почек |
| фолиевая кислота               | мг/кг   | 0,8                                         | 0,8                                    |                       | - метаболизм аминокислот и нуклеоидов - синтез митохондрических белков | - дефицит - замедленный рост - повышенный уровень железа в крови |
| биотин                         | мг/кг   | 0,07                                        | 0,07                                   |                       | | |
| витамин B12                    | мг/кг   | 0,02                                        | 0,02                                   |                       | - функционирование энзимов | - дефицит - потеря веса - рвота - понос - нарушения работы кишечника |
| холин                          | мг/кг   | 2400,0                                      | 2400,0                                 |                       | | |
| таурин (экструзированный корм) | %       | 0,10                                        | 0,10                                   |                       | | |
| таурин (консервированный корм) | %       | 0,20                                        | 0,20                                   |                       | | |
| вещество                       | единицы | рост и воспроизводство минимальное значение | содержания зрелых минимальное значение | максимальное значение | функция | признаки дефицита/избытка |

## Кормление стерилизованных животных
На фоне снижения уровня гормонов при стерилизации животного замедляется его обмен веществ. При переизбытке или недостаточно сбалансированном кормлении может привести к ожирению. Среднее снижение энергетических потребностей стерилизованных животных снижаются от 15 до 20 % в среднем. Это необходимо обязательно учитывать при кормлении.

## Токсичные продукты
Данный список токсичных для кошки продуктов является далеко не полным: алкоголь, лук, луковый порошок, чеснок, шоколад, кофе или продукты с кофеином, заплесневелые или испорченные продукты или компост, авокадо, хлебное тесто, дрожжевое тесто, виноград, изюм, кишмиш, смородина, орехи, фруктовые косточки или косточки (например, семена манго, косточки абрикоса, косточки авокадо), семена фруктов, кукурузные початки, помидоры, грибы, варёные кости, небольшие кусочки сырых костей, жирные обрезки/жирные продукты, соль и крупно нарезанные овощи.
Употребление данных продуктов приводит к интоксикации в различных степенях сложности.

## Питание и болезни

### Недоедание
У кошек, которые питаются исключительно натуральным кормом, например, пресноводной рыбой, может развиться дефицит тиамина; у тех кошек, которые питаются исключительно печенью, может развиться интоксикация витамином A. Случаи недоедания случались и с кошками, питающимися «естественными», «органическими» или «вегетарианскими» кормами, которыми владельцы кормили своих кошек с хорошими намерениями, однако чаще всего рецепты были составлены компьютером, очень грубо и неточно, на основании усреднённых количеств питательных веществ.
Поскольку вкусовые качества, усвояемость и безопасность этих рецептов не были проверены научно, довольно затруднительно охарактеризовать самодельные корма. Большинство рецептов содержит чрезмерное количество белка и фосфора, недостаточное количество кальция, витамина E и других микроэлементов, например, меди, цинка и калия. Кроме того, энергетически самодельные диеты не сбалансированы относительно других питательных веществ. Мясо и углеводосодержащие компоненты содержат больше фосфора, чем кальция. В самодельных кормах часто не хватает жира и калорий; содержащееся растительное масло у кошек не усваивается, и поэтому они съедают меньше пищи, таким образом вызывая дефицит калорий. Самодельный корм очень редко является сбалансированным в микроэлементах или витаминах. Пренебрежительное отношение владельца — также частая причина недоедания.